# 스페인령 플로리다
스페인령 플로리다(Spanish Florida)는 스페인이 16세기부터 북아메리카, 현재 미국 플로리다에 있는 지역에 세운 식민지이다. 스페인은 플로리다반도에 1513년 처음으로 상륙, 1565년에서 1763년까지, 1784년에서 1821년까지 두 차례에 걸쳐 영유권을 행사했다.

## 식민지 초기
1512년 스페인의 정복자이며, 푸에르토리코의 전 지사 후안 폰세 데 레온이 왕실로부터 쿠바 북쪽의 원정에 대해 허가를 얻었다. 1513년 3월 3일 200여명에 이르는 원정대를 조직하여, 푸에르토리코의 푼타 아가다를 떠나 플로리다반도에 도착, 회춘의 샘을 찾고 있었다고 기록되어 있다. 이때 플로리다에는 몇몇 원주민이 살고 있었다. 폰세 데 레온은 플로리다를 처음 본 1513년 3월 27일 그곳을 섬이라고 생각하고 있었지만, 4월 2일 동북해안에 상륙했다. 스페인의 부활절 ‘파스쿠아 플로리다’에 상륙했기 때문에, 그 땅을 ‘라 파스쿠아 플로리다’라고 불렀다.
폰세 데 레온은 1521년에 식민지를 건설을 위해 도구나 이민자들과 함께 이 땅에 돌아 왔지만, 되풀이되는 원주민들의 공격으로 쫓겨나게 된다. 플로리다 내륙의 초기 기록은 살아남은 정복자의 증언에 달려있다. 1528년, 판필로 데 나르바에스가 플로리다의 서해안을 탐사했지만 바다를 통해 멕시코로 빠져나가려다 폭풍 만나고 죽었다. 그 원정대의 장교 중 한 사람이었던 알바르 누네즈 카베자 데 바카는 플로리다에서 멕시코까지 9년간 방랑한 후 생환했다, 스페인으로 돌아와 그 경험을 책으로 간행했다. 이것이 에르난드 드 소토에 따르면 1539년의 플로리다 침략의 계기가 되었다. 이 원정대의 일원이 이후 플로리다 원주민의 생활양식이나 행동에 대해 세부 사항을 출판했다. 1559년, 트리스탄 데 루나이 아레야노가 펜사콜라에 개척지를 만들었는데 1561년에 폐기되었다.
프랑스도 플로리다에 관심을 갖기 시작했기 때문에 스페인 식민지를 가속시켰다. 프랑스인 장 히보가 1562년에 플로리다 원정을 실시했고, 1564년에는 르네 고레네 드 로드네르가 현재 잭슨빌에 위그노 이민자의 안식의 땅으로 카로리네 요새를 건설했다. 이에 대응하여 스페인은 1565년에 그 개척지를 파괴하고 현재 세인트 어거스틴에 산 아구스틴 개척지를 건설했다. 페드로 메넨데스 데 아비레스가 건설한 이 개척지는 현재 미국 본토에서 유럽인에 의한 최초의 영구 개척지였다. 여기를 활동의 기지로 삼았다 스페인은 오늘날 미국 남동부에 로마 가톨릭 교회 전도사의 선교를 시작했다.
1565년에 메넨데스 데 아비레스가 카로리네 요새를 습격했을 때, 가톨릭도 아닌 프랑스 수비병을 몰살하고 요새를 산 마테오로 개명했다. 2년 후, 도미니크 드 그루게스가 요새를 다시 탈취, 스페인 수비병을 모두 죽였다. 1586년 영국의 선장으로 때로는 해적질도 하던 프랜시스 드레이크가 산 아구스틴을 약탈하고 불태워 버렸다.
17세기를 통해 버지니아와 캐롤라이나 영국인 개척자가 서서히 스페인령의 경계까지 남하하였고, 미시시피 강 프랑스인 개척민들은 스페인령의 서쪽 경계에 다가오고 있었다. 1702년 영국인 제임스 무어 대령이 동맹 크리크 족 인디언 함께 산 아구스틴을 기습하여 괴멸시켰지만, 요새까지는 지배하지 못했다. 1704년 무어와 그 부대는 플로리다 북부의 전도소를 불태우고, 남아 있던 인디언들을 죽이고, 노예로 삼았다. 1707년 살아남은 일부 인디언들이 스페인령 산 아구스틴과 펜사콜라와 프랑스령으로 도망쳤다. 1719년, 프랑스 군대는 스페인의 개척지 펜사콜라를 점령했다. 세미놀 인디언들이 플로리다에 이주해 온 것도 이 무렵이다.

## 영국 영유
1763년, 스페인은 영국에 플로리다를 양보하는 대신 쿠바의 하바나를 손에 넣었다. 당시 플로리다 남쪽으로 현재 게인즈빌 근처까지 뻗어 있었다. 하바나는 프렌치 인디언 전쟁 때 영국이 점령하고 있었다. 스페인 사람의 대부분 이 지역을 떠나자 남아 있던 원주민도 떠났다. 영국은 이 영토를 동부 플로리다와 서부 플로리다로 분할하고, 무상 토지를 제공하여 수출 지향 산업을 뒷받침하고, 개척자를 끌어 들이기 위해 적극적인 신병 모집을 시작했다.
1767년, 영국은 서쪽 플로리다의 북쪽 경계선을 지금까지의 북위 31도선에서 야주 강 어귀에서 동쪽으로 채터후치 강까지 뻗은 선 (북위 32도 22분)까지 확장했다. 이 영역은 현재 미시시피와 앨라배마의 남쪽 3분의 1에 해당한다.
영국령으로 점유되는 동안, 크리크 족 인디언이 플로리다에 이주해오고 세미놀 족을 만들어 갔다. 이 종족은 조지아에 있던 크리크 족이 대부분이며, 미카스키를 구사할 중앙 머스코지 어족과 도망한 흑인 노예(블랙 세미놀) 및 수는 적지만 백인과 다른 인디언 부족의 사람도 있었다. 플로리다의 원래 원주민은 전쟁과 질병으로 괴멸 당하고, 남은 자들은 대부분 1763년에 스페인이 식민지를 떠날 때 함께 따라갔다고 생각되고 있다. 이것으로 영내의 대부분이 로워 크릭 족에 개방되어 알라바마 어퍼 크리크 족과 오랫동안 분쟁을 계속하게 되었다. 세미놀 족은 처음에는 플로리다 북부의 숲에 들어갔지만, 결국 플로리다반도 남부의 에버까지 퍼져 나갔다. 여기에는 현재에도 세미놀 족의 후손이 살고 있다.
영국은 미국 독립 전쟁 동안에도 플로리다를 계속 유지했지만, 스페인은 그때 영국과 적극적으로 싸우고 있던 프랑스와 동맹을 맺고, 영국의 예측과는 달리 서부 플로리다의 한 지역을 점령했다. 1783년 미국 독립 전쟁이 끝나고 영국과 스페인 사이의 〈베르사유 조약〉으로 플로리다는 스페인에 반환되었다. 그러나 그 경계가 애매한 상태였다. 스페인은 1767년에 확장된 영토를 주장했지만, 미국은 북쪽 지방을 영국에서 할양되었으며 이전 경계선인 북위 31도선을 주장했다. 1795년 산 로렌조 조약에 의해 스페인은 북위 31도선을 경계로 확정했다.

## 스페인의 두 번째 통치
19세기 초기, 스페인은 개척자를 끌기 위하여 플로리다 땅을 파격적으로 제공했으며, 스페인에서도, 미국에서도 상당수의 이민자들이 정착을 시작했다. 개척자가 인디언 마을을 습격한 후 플로리다를 기반으로 하는 인디언이 조지아 식민지를 습격하게 되었는데, 이것은 스페인의 지시에 따른 것이다. 미합중국 군이 스페인령을 자꾸 침범하게 되었고, 이를 진압하기 위해 앤드류 잭슨이 이끄는 군대가 1817년에서 1818년까지의 무력을 행사하여 제1차 세미놀 전쟁이 일어나게 된다. 이 전쟁 후에 미국은 동부 플로리다를 실질적으로 지배하게 되었다.
1819년 미국과 스페인 사이에 〈아담스 - 오니스 조약〉이 조인되고, 1821년 7월 10일에 효력을 발생했다. 이 조약의 합의에 따라 미국은 플로리다를 영유하고 대신 텍사스에 대한 영유권 주장을 철회했다.

## 같이 보기
- 유럽의 아메리카 식민지화
- 플로리다 준주
- 플로리다의 역사